# East End Lions
Die East End Lions sind ein Fußballverein aus Freetown, der Hauptstadt von Sierra Leone. Der Verein wurde 1928 gegründet und ist mit elf Meistertiteln seit 1980 Rekordmeister des Landes. Bis 1980 gewann der Verein sechs weitere Meisterschaftstitel von verschiedenen regionalen und nationalen Ligen. Zudem gewann der Verein dreimal den nationalen Pokalwettbewerb. Ihre Heimat ist das National Stadium.
Die East End Lions nahmen unter anderem viermal (1998, 2006, 2010 und 2011) an der CAF Champions League, als Vertreter ihres Landes, teil.

## Erfolge
- Sierra-leonischer Meister (11 bzw. 17 Titel): (1923, 1947, 1954, 1960, 1964, 1965), 1980, 1985, 1992, 1993, 1994, 1997, 1999, 2005, 2009, 2010, 2019
- Sierra-leonischer Pokalsieger (drei Titel): 1964, 1975, 1989